# Glossanodon
Glossanodon – rodzaj morskich ryb z rodziny srebrzykowatych (Argentinidae).

## Występowanie
Ocean Spokojny, Indyjski i Atlantycki, na głębokościach do kilkuset metrów.

## Klasyfikacja
Gatunki zaliczane do tego rodzaju:
- Glossanodon australis
- Glossanodon danieli
- Glossanodon elongatus
- Glossanodon kotakamaru
- Glossanodon leioglossus
- Glossanodon lineatus
- Glossanodon melanomanus
- Glossanodon microcephalus
- Glossanodon mildredae
- Glossanodon nazca
- Glossanodon polli
- Glossanodon pseudolineatus
- Glossanodon pygmaeus
- Glossanodon semifasciatus
- Glossanodon struhsakeri

Gatunkiem typowym jest Argentina leioglossa (G. leioglossus).